# Pristimantis ortizi
Pristimantis ortizi es una especie de anfibio anuro de la familia Craugastoridae.

## Distribución
Esta especie es endémica de la Cordillera Oriental del norte en Ecuador. Habita en las provincias de Imbabura y Carchi entre los 3264 y 3420 m de altitud.
Su presencia es incierta en Colombia.

## Descripción
Los machos miden de 18.1 a 24.7 mm y las hembras de 24.3 a 29.2 mm.

## Etimología
Esta especie lleva el nombre en honor a Fernando Ignacio Ortiz-Crespo (1942–2001).

## Publicación original
- Guayasamin, Almeida-Reinoso & Nogales-Sornosa, 2004 : Two new species of frogs (Leptodactylidae: Eleutherodactylus) from the high Andes of northern Ecuador. Herpetological Monographs, vol. 18, n.º 1, p. 127-141.[5]